# Берггоф (резиденція Гітлера)
Бе́рггоф (нім. Berghof) — у 1928–1945 резиденція Адольфа Гітлера в Баварських Альпах, у долині Берхтесгаден, Німеччина. Збудована в 1916, до перебудови в 1936 називалася «Дім Вахенфельд» (нім. Haus Wachenfeld) і належала вдові комерційного радника Вінтера з Букстехуде, дошлюбне прізвище якої було Вахенфельд.

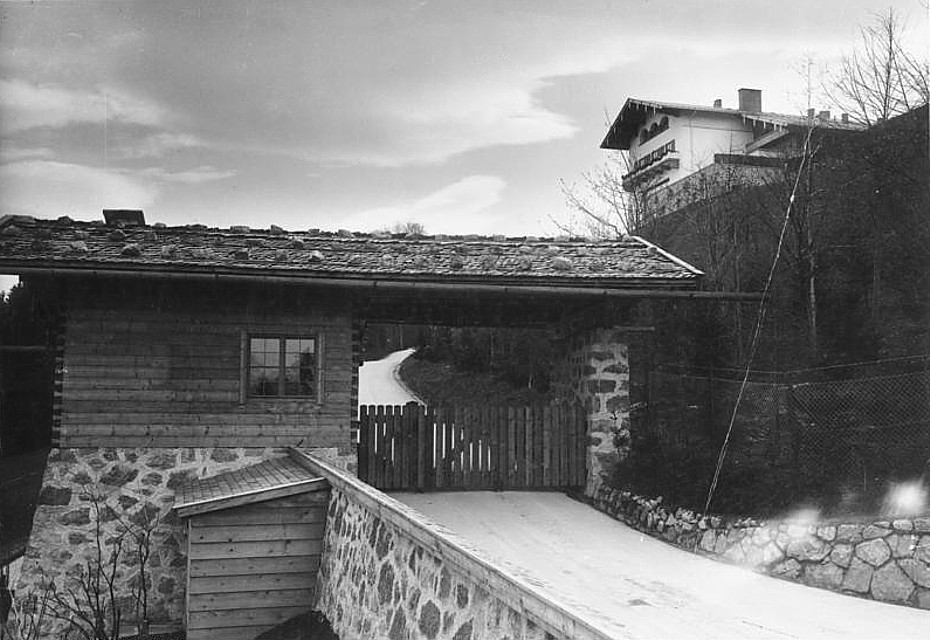
Берггоф, 1936

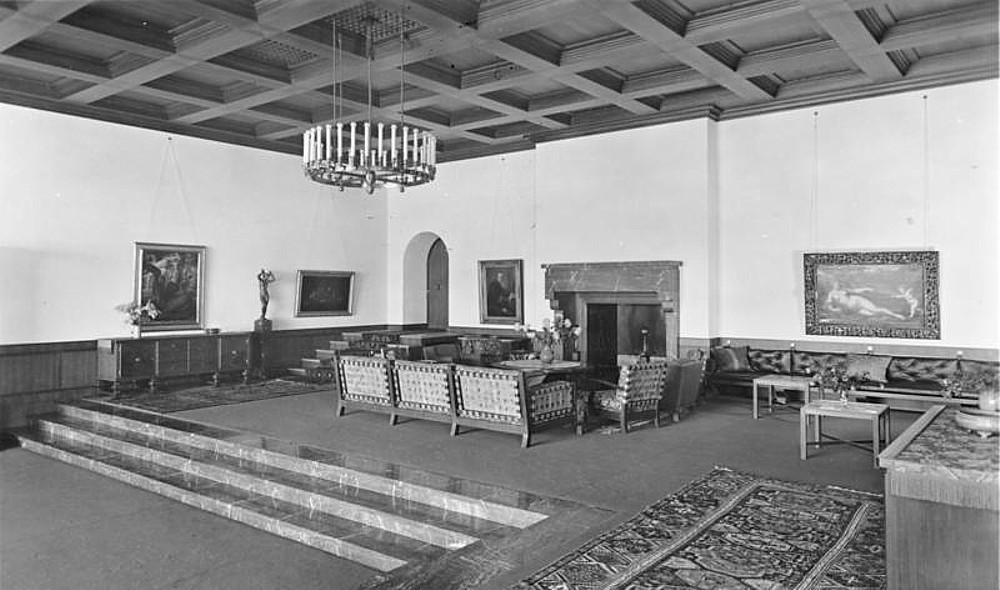
Всередині будинку

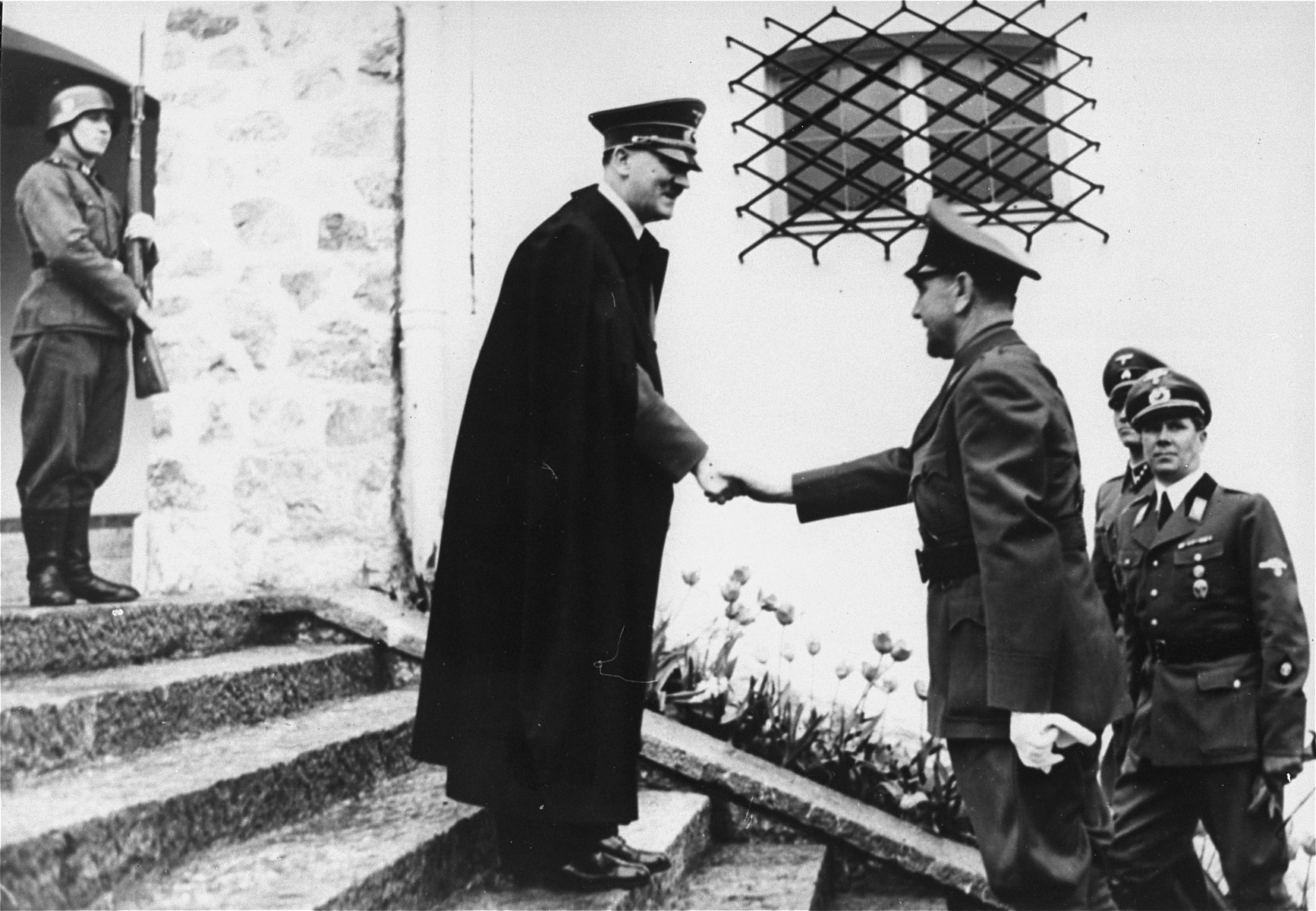
Анте Павелич вітається з Адольфом Гітлером під час державного візиту. 9 червня 1941, Берггоф

## Дім Вахенфельд (1916–1936)
У 1928 лідер НСДАП Адольф Гітлер винайняв будинок за 100 марок на місяць. Він одразу ж запросив з Австрії свою зведену сестру Ангелу Раубаль, яка до середини 1930-х стежила за господарством. В результаті умисного нічного підпалу фабрики Вінтера в 1933 Гітлер викупив «Дім Вахенфельд» за 40 000 золотих марок.
Пізніше будинок було двічі реконструйовано за особистим проєктом Гітлера мюнхенським архітектором Алоїсом Дегано. Остання перебудова будинку була здійснена в 1936, після чого «Дім Вахенфельд» почав іменуватись «Берґгофом».

## Берггоф (1936–1945)
Заробивши мільйони марок на книзі «Моя боротьба», а також отримуючи солідний прибуток на публікації свого портрета на всіх поштових марках Німеччини, Гітлер міг самостійно покривати витрати на утримання Берґгофа, конвою, персоналу, на прийом державних гостей. У 1939 видатки партії та Гітлера було розділено.
У 1936 Єва Браун замінила Ангелу Раубаль, ставши неофіційною господаркою будинку. Берґгоф став місцем приватних і публічних зустрічей. Окрім особистих кімнат Гітлера й Єви, там була їдальня, кухня, вітальня, кабінети фюрера й його помічників, кімнати для гостей.
Найпрезентабельнішою кімнатою була конференц-зала. Вона була умебльована зручними кріслами, невеликими столиками, увішана дорогими килимами й картинами. Мармуровий камін, як частина розкішного інтер'єру, надавав залі помпезності. Привертало увагу панорамне вікно, яке відчинялось і зачинялось за допомогою електродвигуна.
До послуг Гітлера в Берґгофі завжди була напоготові колона водіїв. Берґгоф охоронявся командою СС, що налічувала 1944 року близько 2000 осіб. На допомогу їй тут працювала також державна служба охорони, яка займалась політичним контролем та перевіркою підозрілих осіб.

## Центр великої політики
Державні візити
| Дата          | Гість |
| ------------- | --- |
| 03.09.1936    | Колишній прем'єр-міністр Великої Британії Девід Ллойд Джордж |
| 20.10.1937    | Ага Хан |
| 22.10.1937    | Герцог і герцогиня Віндзорські |
| 24.10.1936    | Міністр закордонних справ Італії Галеаццо Чіано |
| 19.11.1937    | Міністр закордонних справ Великої Британії лорд Галіфакс |
| 12.02.1938    | Федеральний канцлер Австрії Курт Шушніг |
| 15-16.09.1938 | Прем'єр-міністр Великої Британії Невілл Чемберлен |
| 01.11.1938    | Спадковий принц Італії Умберто, посли Хіросі Осіма (Японія), Давіньйон (Бельгія), Лю-і-Вен (Маньчжоу-го), Фічо (Албанія), Діспрандель (Домініканська Республіка)                  |
| 24.11.1938    | Король Румунії Кароль II |
| 06.01.1939    | Міністр закордонних справ Польщі полковник Юзеф Бек |
| 12-13.08.1939 | Міністр закордонних справ Італії Галеаццо Чіано |
| 23.08.1939    | Посол Великої Британії Невіл Гендерсон |
| 26.07.1940    | Прем'єр-міністр Румунії Йон Джигурту, Міністр закордонних справ Румунії Михай Манойлеску                                                                                          |
| 27.07.1940    | Прем'єр-міністр Болгарії Богдан Філов, Міністр закордонних справ Болгарії Іван Попов, міністр-президент Словаччини Войтех Тука, Міністр внутрішніх справ Словаччини Олександр Мах |
| 28.08.1940    | Міністр закордонних справ Італії Галеаццо Чіано |
| 17.10.1940    | Дружина італійського спадкового принца Умберто Марія Жозе |
| 18.11.1940    | Міністр закордонних справ Іспанії Рамон Серрано Суньєр |
| 18.11.1940    | Міністр закордонних справ Італії Галеаццо Чіано |
| 17-18.11.1940 | Цар Болгарії Борис III |
| 19.11.1940    | Король Бельгії Леопольд III |
| 29.11.1940    | Міністр закордонних справ Югославії Цинцар Маркович |
| 04.01.1941    | Прем'єр-міністр Болгарії Богдан Філов |
| 14.01.1941    | Прем'єр-міністр Румунії генерал Йон Антонеску |
| 19.01.1941    | Беніто Муссоліні й Міністр закордонних справ Італії Галеаццо Чіано |
| 14.02.1941    | Прем'єр-міністр Югославії Драгіша Цветкович |
| 28.02.1941    | Посол Японії Хіросі Осіма |
| 04.03.1941    | Принц-регент Югославії Павло |
| 11.05.1941    | адмірал Франсуа Дарлан |
| 23.05.1941    | Посол США в Брюсселі Джон Кадегі |
| 09.06.1941    | Керівник держави Хорватії Анте Павелич |
| 03.05.1943    | Прем'єр-міністр Франції П'єр Лаваль |
| 27.05.1944    | Посол Японії генерал Хіросі Осіма |

## Кінець Берггофа (1945–1952)

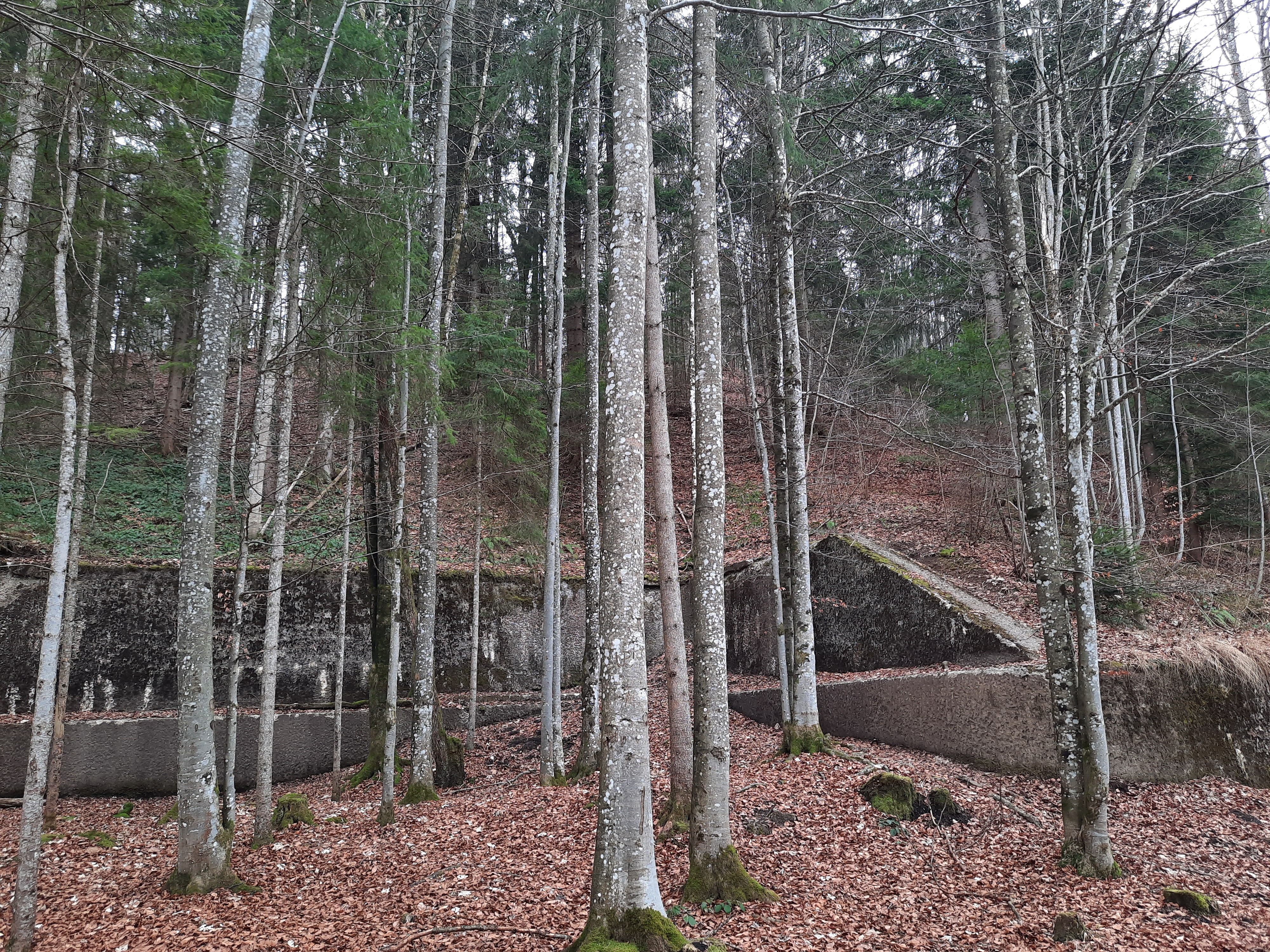
Руїни Берггофа (2025)

25 квітня 1945 року в результаті нальоту авіації союзників на Берхтесгаден Берггоф був збомбардований і повністю зруйнований. У два заходи територію Оберзальцберга бомбардували 275 британських бомбардувальників «ланкастер» і «москіти», а також 98 «Мустангів» 8-ї військово-повітряної флотилії США. Було скинуто 1232 тонни бомб. Руїни будинку й прилеглих до нього приміщень існували до 1952 року. 30 квітня 1952 року за розпорядженням Баварського уряду руїни було цілком знесено.
Нині тільки небагато бетонних споруд в лісі нагадують про існування в цій місцевості колишньої резиденції фюрера — Берггофа.
У липні 2008 року Інститутом сучасної історії Мюнхен-Берлін, в рамках «Виставки Оберзальцберга» (нім. Dokumentation Obersalzberg) на місці колишньої території Берггофа встановлено меморіальну дошку.